# Tinus
Genre
Tinus est un genre d'araignées aranéomorphes de la famille des Pisauridae.

## Distribution
Les espèces de ce genre se rencontrent en Amérique du Nord, en Amérique centrale et aux Antilles sauf Tinus arindamai d'Inde.

## Liste des espèces
Selon World Spider Catalog (version 17.0, 07/05/2016) :
- Tinus arindamai Biswas & Roy, 2005
- Tinus connexus (Bryant, 1940)
- Tinus minutus F. O. Pickard-Cambridge, 1901
- Tinus nigrinus F. O. Pickard-Cambridge, 1901
- Tinus oaxaca Carico, 2008
- Tinus palictlus Carico, 1976
- Tinus peregrinus (Bishop, 1924)
- Tinus prusius Carico, 1976
- Tinus schlingeri Silva, 2012
- Tinus tibialis F. O. Pickard-Cambridge, 1901
- Tinus ursus Carico, 1976

## Publication originale
- F. O. Pickard-Cambridge, 1901 : Arachnida - Araneida and Opiliones. Biologia Centrali-Americana, Zoology. London, vol. 2, p. 193-312 (texte intégral).